# 하이드록실기

하이드록실기의 구조

하이드록실기(영어: hydroxyl group) 또는 하이드록시기(영어: hydroxy group)는 유기화학에 있어 구조식이 "−OH"으로 표시되는 일가의 작용기이다. 수산기(水酸基)라고도 한다. 참고로 '수산화기'는 하이드록시기의 잘못된 표현이다.
알켄과 알카인 등 벤젠 고리 이외의 탄소 위에 수소를 하이드록실기로 치환한 화합물을 알코올, 벤젠 고리의 수소를 하이드록실기로 치환한 화합물을 페놀이라고 부른다.
이 작용기는 작용기끼리 수소 결합이 가능한 것이 큰 특징인데, 수소 결합에 의하여 물과 친화성을 띠기 때문에 하이드록실기를 가진 화합물, 특히 저분자량인 것들과 복수의 하이드록실기를 가진 것에는 물에 녹기 쉬운 것이 많다.
중성 라디칼 •OH는 하이드록실 라디칼이라고 불린다.

## 일가 원자단
하이드록실기는 한 개의 수소 원자와 한 개의 산소 원자로 이루어진 일가(一價)의 원자단으로 이온 결합인 무기 화합물의 수용액은 수산화물로 이온화하여 염기성을 나타내고, 공유 결합의 작용기로 존재하는 유기 화합물의 수용액은 중성(中性)이나 하이드록실기 속의 수소를 이온화하여 약한 산성을 나타낸다. 수산기를 가지고 있는 무기 화합물을 염기라 하며, 그중 물에 녹는 것을 알칼리라 한다. 화학식이 -OH이다.

## 생화학
일반적으로 생화학에서 리보스나 글리코겐 등 단당류 및 다당류의 탄수화물에서 뿐만 아니라 지질 및 단백질 그리고 핵산에서도 매우 다양한 많은 경우에서 그 작용기를 확인할 수 있다.

## 같이 보기
- 카복시기
- 아미노기